# زرع (أحياء دقيقة)

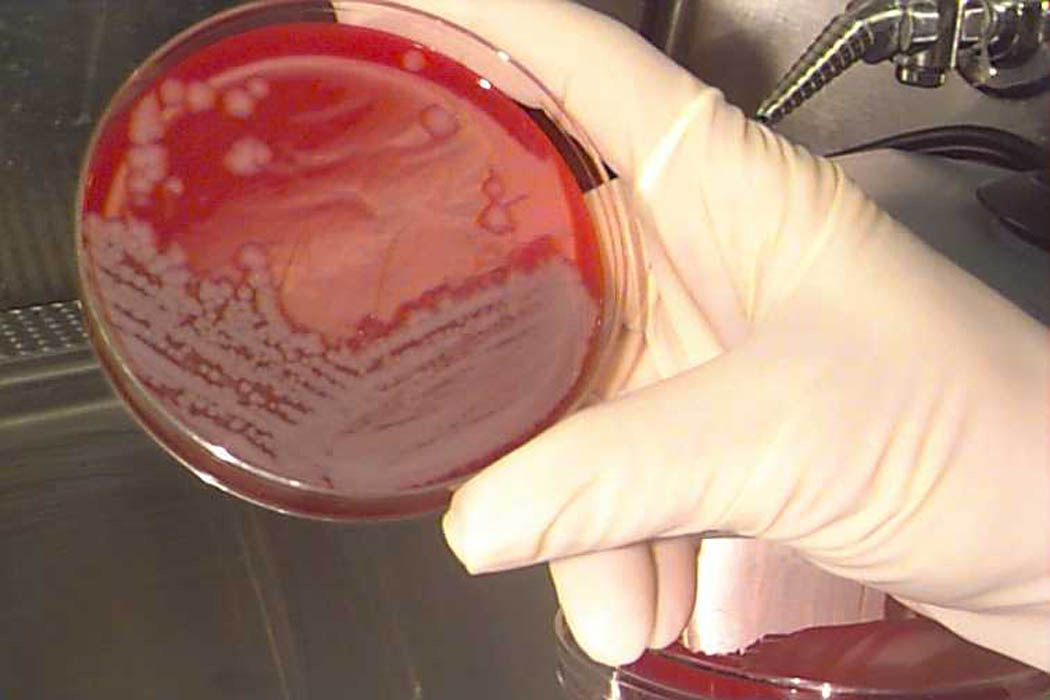
صورة لطبق زرع وقد نمت عليه مستعمرات بكتيرية

الزرع الحيوي الدقيق (بالإنجليزية: Microbiological culture) هو عملية تحفيز تكاثر الأحياء الدقيقة بغاية التعرف عليها ودراستها وتحديد مزاياها ونقاط ضعفها. للعملية استخدام طبي واسع في تحديد البكتيريا المسببة للأمراض وتحديد حساسيتها أو مقاومتها لمختلف أنواع المضادات الحيوية.

## طريقة الزرع
يتم أخذ مسحة من المنطقة المصابة أو الجسم المراد دراسته، ويتم دهنها على طبق الزرع ويحضن على حرارة 37 درجة مئوية لعدة أيام، ويمكن من لون وشكل طريقة نمو المستعمرات أن تساعد على التعرف على الكائن الحي الموجود في المنطقة المصابة.

## مساوئ وسلبيات
باتت هذه الطريقة أقل استعمالاً من الطرق الأخرى للتعرف على الكائنات الحية كالفحص الميكروسكوبي نظراً إلى أنها تستغرق وقتاً طويلاً كما أنها حساسة جداً ويمكن للعينة أن تتلوث مما يجعلها غير مفيدة في التشخيص أو تحديد العامل المسبب.